# 전주우전초등학교
전주우전초등학교는 대한민국 전북특별자치도 전주시 완산구 효자동2가에 있는 공립 초등학교다.

## 학교 연혁
- 1923년 5월 18일 설립 인가
- 1924년 1월 14일 우림공립보통학교 개교
- 1938년 4월 1일 우전공립심상소학교로 개칭[1]
- 1941년 4월 1일 우전공립국민학교로 개칭[2]
- 1957년 11월 6일 전주시 편입(전주우전국민학교)[3][4]
- 1984년 3월 24일 병설유치원 인가
- 1986년 3월 1일 특수학급 편성
- 1996년 3월 1일 전주우전초등학교로 개칭[5]
- 1997년 9월 1일 효림초등학교 분리(702명)
- 2020년 2월 6일 제92회 187명 졸업 (총17,934명)
- 2020년 3월 1일 초등 39학급, 병설유치원 1학급 편성
- 2020년 9월 1일 제47대 강일순 교장 부임
- 2021년 2월 4일 제93회 180명 졸업 (총18,114명)
- 2021년 3월 1일 초등 37학급, 병설유치원 1학급 편성

## 학교 상징
- 교화 - 철쭉 : 지에서 자란다. 높이 2∼5m이고 어린 가지에 선모(腺毛)가 있으나 점차 없어진다. 잎은 어긋나지만 가지 끝에서는 돌려난 것 같이 보이고 거꾸로 선 달걀 모양으로 끝은 둥글거나 다소 파이며 가장자리가 밋밋하다. 표면은 녹색으로 처음에는 털이 있으나 차츰 없어지며 뒷면은 연한 녹색으로 잎맥 위에 털이 있다.
- 교목 - 느티나무 : 우리나라 자생수종으로 꽃은 5월에 피며 열매는 10월에 익는다. 중기는 강인한 의지를, 고루 퍼진 가지는 조화로운 질서를, 단정한 잎들은 예의를 나타내며, 천년이상의 수령으로 마을의 수호목과 정자목으로 이용되며, 안녕과 화합, 태평성대를 기원하는 의미를 가지고 있다.
- 교조 - 까치 : 까치는 좋은 일이 있음을 알려주는 친근감 있는 텃새로 사람을 가까이 하며 학습이나 모방까지 잘하는 지능이 높은 새이다. 용기와 어린이들의 장래가 밝음을 알려주는 새이다.

## 참고 자료
- 전주우전초등학교 - 한국교육학술정보원 학교알리미